# Karin Jaani

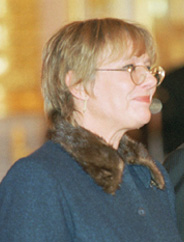
Karin Jaani (2001)

Karin Jaani (* 27. August 1952 in Ahja; † 7. Oktober 2009) war eine estnische Diplomatin.
Jaani studierte an der Universität Tartu und schloss 1980 ihr Studium ab. Seit 1995 war sie für den diplomatischen Dienst tätig, unter anderem war sie die estnische Botschafterin im Europarat in Straßburg.
Von 2001 bis 2005 war sie Botschafterin in Russland. 2006 wurde Jaani die erste estnische Botschafterin in Montenegro und residierte in Tallinn. Seit dem 14. Oktober 2008 war sie ebenfalls in Belgien als Botschafterin akkreditiert und residierte nun in Brüssel. Seit dem 18. März 2009 war sie auch in Luxemburg akkreditiert. Im April 2009 wurde sie die erste estnische Botschafterin im Kosovo.